# Sarıağıl, Başçiftlik
Sarıağıl là một xã thuộc huyện Başçiftlik, tỉnh Tokat, Thổ Nhĩ Kỳ. Dân số thời điểm năm 2011 là 65 người.